# The Tables Turned
The Tables Turned est un film muet américain réalisé par Thomas H. Ince et sorti en 1912.

## Fiche technique
- Réalisation : Thomas H. Ince
- Scénario : A. Gaudio, d'après son histoire
- Production : Carl Laemmle
- Date de sortie :  États-Unis : 17 février 1912

## Distribution
- King Baggot : Mr Despard
- Jessie Cummings : Rose Despard
- William E. Shay : Dr. Corell